# رئیس نیروی دفاعی استرالیا
رئیس نیروی دفاعی استرالیا (انگلیسی: Chief of the Defence Force) عالی‌ترین و ارشدترین افسر نظامی در نیروی دفاع استرالیا است و مشاور نظامی اصلی کمیته امنیت ملی و وزیر دفاع می‌باشد. رئیس فعلی نیروی دفاعی ادمیرال دیوید لنس جانستون است که در ۱۰ ژوئیه ۲۰۲۴ به این سمت منصوب شد. رئیس نیروی دفاعی استرالیا فرماندهی و کنترل سازمان دفاع استرالیا را برعهده دارد. این جایگاه معادل رئیس ستاد دفاع بریتانیا و رئیس ستاد مشترک نیروهای مسلح ایالات متحده آمریکا است. این جایگاه نخستین بار در سال ۱۹۵۸ تعریف شد و نخستین رئیس نیروی دفاعی استرالیا سپهبد هنری ویلز بود.